# ハル島 (オーストラリア・西オーストラリア州)
オーストラリアの西オーストラリア州のハル島（英語、Hull Island）とは、オーストラリア大陸南岸のインド洋に存在する島。なお、同国には他にも同名の島が存在する。

## 地理
ハル島は南緯33度58分02秒、東経122度50分38秒付近に位置しており、この場所はオーストラリアの西オーストラリア州の南端部に当たる。付近の海域には幾つかの島々が見られる。